# 모함마드 미르모함마디

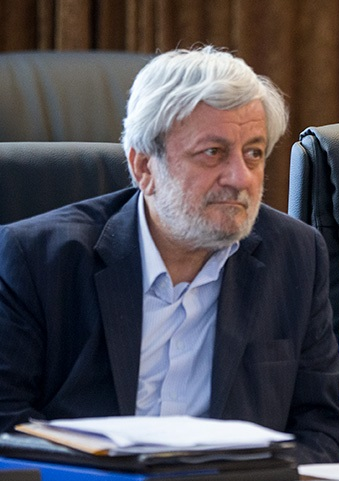
2018년

모함마드 미르모함마디(페르시아어: سید محمد میرمحمدی‎, 1948년 ~ 2020년 3월 2일)는 이란의 정치인이다. 최고지도자인 알리 카메네이의 국정 자문을 맡았으며 국정조정위원회의 위원이었다. 코로나19로 사망하였다.